# Cyclosa monticola
Cyclosa monticola là một loài nhện trong họ Araneidae.
Loài này thuộc chi Cyclosa. Cyclosa monticola được Friedrich Wilhelm Bösenberg & Embrik Strand miêu tả năm 1906.